# Passiflora aimae
Passiflora aimae är en passionsblomsväxtart som beskrevs av H. Annonay och C. Feuillet. Passiflora aimae ingår i släktet passionsblommor, och familjen passionsblomsväxter. Inga underarter finns listade i Catalogue of Life.